# Orsa Björnpark
Orsa Björnpark is de naam van een voormalige dierentuin in Orsa, Zweden. Het berenpark werd ook vaak Orsa Grönklitt genoemd. Het park had ieder jaar circa 140.000 bezoekers, en was het grootste berenpark van Europa. Door de weidse opzet van het park was het voor bezoekers niet altijd even gemakkelijk om de dieren te spotten. Mede door de verschillende uitkijkpunten, waar je een overzicht had over de gehele hokken, waren de dieren toch goed te observeren.
In oktober 2022 is het park gesloten vanwege te hoge kosten en te lage bezoekers aantallen.

## Aanwezige diersoorten
- Bruine beer
- IJsbeer
- Kamtsjatkabeer
- Siberische tijger
- Lynxen
- Wolf
- Veelvraat
- Oehoe
- Vos